# John Taylor (Virginiapolitiker)
John Taylor, född 19 december 1753 i Virginia, död 21 augusti 1824 i Caroline County, Virginia, var en amerikansk politiker. Han representerade delstaten Virginia i USA:s senat 1792-1794, 1803 och på nytt från 1822 fram till sin död. Han var känd som "John Taylor of Caroline" för att särskilja honom från andra med samma namn.
Taylor studerade 1770-1772 vid The College of William & Mary. Han studerade sedan juridik och inledde 1774 sin karriär som advokat i Caroline County. Han deltog i amerikanska revolutionskriget och befordrades till överste.
Senator Richard Henry Lee avgick 1792 och efterträddes av Taylor. Han omvaldes 1793 men avgick redan följande år och efterträddes av Henry Tazewell.
Senator Stevens Thomson Mason avled 1803 i ämbetet och Taylor, som hade gått med i demokrat-republikanerna, blev utnämnd till senaten. Han ställde inte upp för att få sitta kvar i senaten till slutet av Masons mandatperiod. Han efterträddes senare samma år av Abraham B. Venable.
Senator James Pleasants avgick 1822 och efterträddes av Taylor. Han omvaldes 1823 men avled följande år i ämbetet och efterträddes av Littleton Waller Tazewell.
Taylors grav finns nära Port Royal i Caroline County.